# 旧魏德尔巴赫
旧魏德尔巴赫是德国莱茵兰-普法尔茨州的一个市镇。总面积4.10平方公里，总人口244人，其中男性118人，女性126人（2011年12月31日），人口密度60人/平方公里。